# Acrocercops malvacea
Acrocercops malvacea là một loài bướm đêm thuộc họ Gracillariidae. Loài này có ở Maroc. Nó được miêu tả bởi Walsingham, Lord Thomas de Grey, năm 1907. Ấu trùng ăn các loài Lavatera olbia và Malva.